# Marek Jedynak
Marek Jedynak – polski historyk, doktor nauk humanistycznych w zakresie historii, współpracownik Studium Polski Podziemnej w Londynie. Od 2022 r. Dyrektor Oddziału Instytutu Pamięci Narodowej w Białymstoku.
Studiował w Instytucie Historii Uniwersytetu Jana Kochanowskiego w Kielcach. Studia podyplomowe z archiwistyki i zarządzania dokumentacją odbył na Uniwersytecie Mikołaja Kopernika w Toruniu. W okresie od 2008 r. do 2017 r. był zatrudniony w Archiwum Delegatury IPN w Kielcach. Od 2017 roku pracował jako główny specjalista w Referacie Badań Historycznych tejże Delegatury IPN. W 2022 roku został mianowany dyrektorem Oddziału Instytutu Pamięci Narodowej w Białymstoku.
W dorobku autorskim ma ponad 170 artykułów naukowych i popularnonaukowych oraz kilkanaście książek. Szczególnie bliska jest mu tematyka związana z Świętokrzyskim Zgrupowaniem Armii Krajowej oraz losami żołnierzy AK po II wojnie światowej w Polsce i na emigracji.

## Publikacje
Marek Jedynak publikował w takich czasopismach jak „Biuletyn Informacyjny Studium Polski Podziemnej”, „Biuletyn Instytutu Pamięci Narodowej”, „Krakowski Rocznik Historii Harcerstwa”, „Niepodległość i Pamięć”, „Polish-Jewish Study”, „Przegląd Historyczno-Wojskowy”, „Studia Humanistyczno-Społeczne”, „Wykus” i „Zeszyty Historyczne WiN-u”. W latach 2012–2013 członek, 2014–2020 – sekretarz redakcji czasopisma „Wykus”. W latach 2015–2020 członek redakcji czasopisma „Harcerstwo. Rocznik naukowy Muzeum Harcerstwa”. W latach 2016–2022 sekretarz Rady Redakcyjnej Serii Świętokrzyskiej „Dzienniki, Wspomnienia, Pamiętniki, Listy” wydającej materiały źródłowe do dziejów regionu świętokrzyskiego. Od 2016 r. stały recenzent „Przeglądu Historyczno-Wojskowego”.

### Książki autorskie
Jest autorem książek:
- Marek Jedynak, Robotowcy 1943. Monografia II Zgrupowania Zgrupowań Partyzanckich AK „Ponury” (Końskie 2007)
- Marek Jedynak, Kapliczka na Wykusie. Wokół powstania Środowiska Świętokrzyskich Zgrupowań Partyzanckich AK „Ponury”-”Nurt”, wyd. II uzupełnione, Kielce 2009.
- Marek Jedynak, Dokumenty do dziejów Zgrupowań Partyzanckich  AK  „Ponury” (2014)
- Marek Jedynak, Niezależni kombatanci w PRL. Środowisko Świętokrzyskich Zgrupowań Partyzanckich Armii Krajowej „Ponury”–„Nurt” (1957–1989), Kielce–Kraków 2014
- Marek Jedynak, Władysław Wasilewski „Oset”, „Odrowąż” (2016)
- Marek Jedynak, Dziennik „Staszka”. Zapiski st. strz. z cenz. Stanisława Wolffa (2019)

### Współautorstwo książek
Jest współautorem książek:
- Marek Jedynak, Wojciech Königsberg, Szczepan Mróz, Major Jan Piwnik „Ponury” (1912–1944). W 100. rocznicę urodzin Starachowice 2012.
- Marek Jedynak, Wojciech Königsberg, Szczepan Mróz, Pułkownik Jan Piwnik „Ponury” Warszawa 2013
- Lidia Michalska-Bracha, Marek Przeniosło, Marek Jedynak, Z dziejów Bodzentyna w okresie II wojny światowej. W 70. rocznicę pacyfikacji 1943–2013, Kielce 2013.
- Marek Jedynak, Renata Ściślewska-Skrobisz, Major Eugeniusz Gedymin Kaszyński "Nurt", "Mur", "Zygmunt" (1909-1976), Warszawa 2019.

### Osiągnięcia[7]
- Laureat VII edycji konkursu na Książkę Historyczną Roku 2014 im. Oskara Haleckiego
- Laureat IV Konkursu Historycznego (2015) organizowanego przez Fundację im. Jadwigi Chylińskiej i Instytut Historii Polskiej Akademii Nauk
- Finalista XII edycji konkursu na Książkę Historyczną Roku 2019 im. Oskara Haleckiego

## Odznaczenia
(kolejność według precedencji)
- Brązowy Krzyż Zasługi (2018)
- Medal Stulecia Odzyskanej Niepodległości (2022)
- Brązowy Medal „Za zasługi dla obronności kraju” (2018)
- Medal „Pro Bono Poloniae” (2022)
- Medal „Pro Patria” (2013)
- Medal „Pro Memoria” (2009)
- Srebrny Krzyż „Za Zasługi dla ZHP” (2011)
- Medal Za zasługi dla Światowego Związku Żołnierzy Armii Krajowej (2020)
- Odznaka Pamiątkowa 18. Białostockiego Pułku Rozpoznawczego (2024)